# Tumefacție
Tumefacție sau tumefiere, termen medical folosit pentru descrierea unor tumori sau umflături non-neoplazice.

## Cauze
- Inflamația e cea mai frecventă cauză; tumefacția reprezintă unul dintre cele cinci simptome clasice ale inflamației, care frecvent este provocată de o infecție.
- Edemul reprezintă acumularea unei cantități excesive de lichid în țesuturi.
- Malformația, anomalie congenitală în arhitectura unui țesut.
- Chistul reprezintă acumularea unui fluid într-o structură închisă/încapsulată (de exemplu chist mamar).
- Hemoragie într-o structură închisă/încapsulată.
- Tumorale (vezi Cancer).